# Костел Успіння Пресвятої Діви Марії (Надвірна)
Костел Успіння Пресвятої Діви Марії — чинний костел Римо-католицької церкви в місті Надвірна Івано-Франківської області.

## Історія
У 1599 році у місті Надвірна, яке належало до Руського воєводства, була зведена початкова частина костелу, який мав назву Пресвятої Трійці. Ця будівля була споруджена на кошти родини місцевих власників Куропатвів та освячена Львівським латинським архиєпископом Яном Соліковським. Облаштування костелу зайняло кілька років, і в 1609 році була утворена парафія. У 1649 році Львівський єпископ-помічник Андрій Сжедзинський освятив алтар церкви та помістив у ньому реліквії святих Лаврентія і Антонія Падуанського.
У 1662 році надвірнянський образ Матері Божої Ченстоховської був визнаний чудотворним. У зв'язку з розповсюдженням культу цього образу, у 1713 році було проведено перебудову святилища за кошти Гелени Белжецької та її брата Олександра Куропатви. Під час цієї реконструкції церква отримала, окрім основного алтаря з вже згаданим образом, ще два бічні алтарі: один присвячений святій Анні і святому Антонію Падуанському, інший — Преображенню Господньому та Матері Божій. У 1739 році єпископ-помічник Кам'янець-Подільський Адам Оранський освятив алтар святої Анни. У 1775 році в церкві, крім головного та двох бічних алтарів, присвячених святій Анні і святому Антонію Падуанському, з'явилися ще два бічні алтарі: один був присвячений святому Юрію, а другий — Преображенню Господньому. Також у церкві була дерев'яна дзвіниця з двома дзвонами.
Сильної школи костьолу завдала велика міська пожежа 1823 року. Відновив його через чотирнадцять років Юзеф Рашек.  У 1838 році костел, який був присвячений Успінню Пресвятої Діви Марії, консекрував Львівський латинський архиєпископ Франтішек Піштек    У 1880 р. у надвірнянському повіті Королівства Галичини та Володимирії проживало 2819 римо-католиків, а в місті Надвірна — 709, а в 1883 році — більше тисячі. о. Франциск Сорис.  у  1913 р. працював вікарієм у Надвірній. 
Після Першої світової війни пробощТомаш Требуня провів оновлення розписів, замовивши в художника Юліана Крупського поліхромію. Тоді ж виготовлено вівтар.  
Починаючи з 1931 року, парафія, яка раніше включала філіальні церкви у Велесниці (Лісній), Волосові, Гвізді, Лісній Тарновиці, Майдані-Гуті (тепер частина Верхнього Майдана), Назавизові, Пасічній, Перерослі, Рафайловій (тепер Бистриця) і Стримбі, мала понад п'ять тисяч вірних у місті та прилеглих селах.  Протягом 1937 - 1939 років з ініціативи Юзефа Смачняка проведено реконструкцію святині. Згідно з проектом Вавжинця Дайчака, до нього збудували добудували три нави. у результаті такої перебудови старі частини костьолу набули нових функцій: наву перетворено на бабинець, вівтарну частину і нартекс - на капели. Однак повністю закінчити роботу завершити завадила Друга світова війна.  Жертвами комуністичними режиму стали священнослужителі, які були костелі:
- о. Стефан Гонсьорек із  1938 р. працював катехитом у Надвірній . За свою суспільно-релігійну діяльність нагороджений Хрестом Незалежності, Хрестом Мужніх, Срібним Хрестом Заслуги з мечами та Золотим Хрестом Заслуги. 4 листопада 1939 р. в Надвірній був арештований. 17 липня 1940 р., згідно зі ст. 16–80 Карного кодексу РСФСР засуджений органами КДБ до 8 років таборів.  У вересні 1941 р., після амністії поляків, вступив до Польської армії генерала В. Андерса. З 6 жовтня 1941 р. призначений капеланом.  Загинув 11 вересня 1945 р. в автомобільній катастрофі в Італії.
- о. Юзеф Смачняк  у  1931 р. призначений адміністратором парафії в Надвірній, а в 1933 р. – настоятелем цієї ж парафії. За свою суспільно-релігійну діяльність був нагороджений Золотим Хрестом Заслуги. З початком Другої світової війни активно співпрацював з польськими партизанськими організаціями під псевдонімом «Надвірний». У часи російської окупації організував допомогу родинам, депортованим росіянами глиб Росії. У 1941 р., під час німецької окупації, підтримував і допомагав переслідуваним євреям, керував пунктом переправляння людей та інформації через гори Горгани, на Захід, до Польського Уряду в Англії. 17 серпня 1941 р. арештований німецьким гестапо, ймовірно, через донос української поліції. Головним обвинуваченням була шпигунська діяльність задля польського еміграційного уряду та допомога євреям. Перебував у в’язниці Станіславова, гітлерівці його допитували і катували майже рік. У липні 1942 р. помер, ймовірно, від тифу. [5]

У 1945 році більшість парафіян, які були поляками, разом зі своїми священниками і цінним костельним майном, включаючи чудотворний образ Матері Божої Ченстоховської, залишили Надвірну та виїхали до Польської Народної Республіки. У 1947 році радянська окупаційна влада закрила костел у Надвірній та використовувала його як склад і виробничі приміщення. 23 жовтня 1991 року костел повернули громаді та освятили, і потім тривалий час проводили роботи з її відновлення. У 1992 році з надвірнянського образу Матері Божої Ченстоховської зробили копію, яку урочисто передали у 1995 році та її розмістили у головному вівтарі костелу.
Рішенням Надвірнянської районної ради від 14 листопада 2002 р. костел Успіння Пресвятої Богородиці взято на облік як пам'ятку сакральної архітектури.
У 2009 році на подвір'ї костолу, зліва від входу встановлений пам'ятник Папі Римському Івану Павлу II з наголи відзначення 400-річчя римо - католицької парафії   костьолу Успеня Прессвятої Богородиці.  Фундаторами виготовлення  пам'ятника були Адам Кархер, Францішек Фейдих, представники української громади Західної Польщі та римо - католицька громада м. Надвірної. Монумент закуплено в Польщі за кошти Товариства колишніх надвірнянців, Клубу шанувальників Надвірної, мерії Прудніка та пожертви Кархера. Бронзову постать Папи на повний зріст встановлено на природній сіромармурованій брилі, яка слугує постаментом. Понтифік зображений у святковій одежі та митрі. У лівій руці Папа тримає жезл із Розп'яттям, що одночасно служить опорою для постаті. З чолового боку постаменту та таблиці з каменю габро вигравірувані написи українською і польською мовами. Ліворуч на бронзовій табличці викарбуваний герб Папи Івана Павла II і дати його понтифікату. 

## Опис костьолу
Споруда мурована з цегли, на низькому кам'яному цоколі, частково тинькована, частково облицьована грубо тесаним камнем. Складається з двох частин: старої з пресвітерієм, зорієнтованим на північний схід та нової, прибудованої до нави старої будівлі костьолу у південно - східному напрямку. Стара і новіша частини різняться конструктивними системами. Перша - стінов, зі значно більшою товщиною стін, які свого часу, очевидно виконували оборонну функцію. Друга, більша за розмірами частина має каркасно - стінову конструкцією з використанням бетону й цегли. За характером плану костьол після перебудови став тринавною базилікою з трансептом. Основу планування структури утворює нова прямокута частина храму, котра складається з головної нави та двох бічних, квадратними в плані стовпами, на які опирається гурти склепінь.
Переважання маси стін  над простором - віконними отворами - надає храмові рис монументалізму, нагадає про давні оборонні функції сакральних споруд. Деякі конструктивні елементи та архітектурні прийоми: масивні кутові стовпи правого крила трансепту, лопатки - контрфорси у міжвіконних  простінках  бічних нав та вівтаря, потовщення стіни донизу - підсилюють враження конструктивної міцності, тектонічності будівлі. Стилізований ренесансний  фронтон з волютами надає споруді рис ардеко. Стильована унікальність костьолу визначається поєднанням ренесансних  ознак старої частини костьолу та академічного модернізму і  конструктивізму - нової.